# تامارا گاچه‌چیلادزه
تامارا گاچه‌چیلادزه (به انگلیسی: Tamara Gachechiladze) (زاده ۱۷ مارس ۱۹۸۳) خواننده گرجستانی است.
او در مسابقه آواز یوروویژن ۲۰۱۷ نماینده گرجستان بود .